# Nightclouds
Nightclouds ist ein Musikalbum von Ellen Arkbro. Die 2023/2024 entstandenen Aufnahmen erschienen am 30. Mai 2025 auf Blank Forms Editions bzw. La Becque Editions.

## Hintergrund
Ellen Arkbros viertes Album Nightclouds versammelt fünf Improvisationen für Orgel solo, die 2023/24 in Mitteleuropa aufgenommen wurden, vor allem auf der Sauer- und der „Utopa“-Barockorgel im Amsterdamer Orgelpark, der Orgel der Kirche Saint-Théodule in La Tour-de-Peilz sowie auf der modifizierten Schuke-Orgel der Kaiser-Wilhelm-Gedächtniskirche. Nach Sounds While Waiting (W.25TH, 2024), einer Auswahl von Stereo-Mixen, die Arkbros räumliche Orgelinstallationen dokumentieren, änderte Arkbro mit Nightclouds (ihr erstes Werk für Blank Forms und den Mitverlag La Becque Editions) die musikalische Ausrichtung und konzentrierte sich auf spontane Komposition und Improvisation.

## Titelliste
- Ellen Arkbro – Nightclouds (Blank Forms Editions BF070, La Becque Editions LB007)[1]

1. Nightclouds 7:53
2. Still Life 3:18
3. Chordalities 4:02
4. Nightclouds (Variation) 1:34
5. Morningclouds 19:13

Die Kompositionen stammen von Ellen Arkbro.

## Rezeption
Nightclouds verbinde die bilderstürmerischen „Jazz-Ansätze“ von La Monte Young, Arthur Russell und Catherine Christer Hennix mit dem „Drone-Y-Minimalismus“ von John Cage und bestätige Ellen Arkbro als eine der einflussreichsten Klangkünstlerinnen ihrer Generation, als Wegbereiterin eines aufkommenden „wahren schwedischen Minimalismus“, meinte Zoe Camp (Bandcamp). In jedem der fünf improvisierten Orgelsolostücke würde sie grundlegende musikalische Konzepte (Akkordalität, Harmonie, Tempo, negativer Raum) auf subatomarer Ebene dekonstruieren, die sich stetig zu einer unheimlichen Singularität entwickelten; irrende, atonale Frequenzen und ätherisierte Melodien würden vergrößert und zu gewaltigen Präsenzen erweitert. Dabei interpretiere sie ein uraltes, strenges Instrument – die Verkörperung der Orthodoxie – als Vehikel formalistischer Überschreitung und damit kreativer Wiedergeburt. Das Endergebnis sei ein zum Nachdenken anregendes Wunderwerk.